# Майкапар, София Эммануиловна
Софи́я Эммануи́ловна Майкапа́р (урождённая Исако́вич; 7 [19] июня 1881, Евпатория, Таврическая губерния — 1956, Москва) — русская и советская камерная и оперная певица, музыкальный педагог, гастролировавшая в начале XX века в России и за рубежом под псевдонимом Нина Ормелли. Первая женщина России, летавшая на самолёте. Первая жена композитора С. М. Майкапара.

## Биография
Родилась 7 (19) июня 1881 года в Евпатории. Отец — потомственный почётный гражданин Эммануил Соломонович Исакович, владелец фотоателье в Ростове-на-Дону в конце XIX — начале XX века; мать — Фирсин Юфудовна Эгиз, из евпаторийских мещан. Училась пению в Германии частным образом. До начала Первой мировой войны, с 1905 по 1914 год, вместе с мужем Самуилом Майкапаром гастролировала в Германии, Австрии и Франции. В Германии, в частности, их концерты проходили в Берлине, Кёльне, Эрфурте, Франкфурте-на-Майне, Кобленце и других городах. С начала 1911 года в концертной деятельности супругов Майкапар стал принимать участие профессор Петербургской консерватории скрипач И. Р. Налбандян. В 1912—1913 годах С. Э. Майкапар была солисткой оперы в Теплице (Австрия).
В Германии творческая дружба Софии и Самуила Майкапаров связывала их с такими известными музыкантами как: пианисты Осип Габрилович и Игнац Фридман, скрипач Ефрем Цимбалист, известный немецкий композитор Зигфрид Карг-Элерт. Особенно дружеские отношения у них были с композитором А. Т. Гречаниновым. Программы концертов в Германии свидетельствуют о том, что София Майкапар была одной из первых исполнительниц ряда вокальных сочинений Гречанинова.
После возвращения с гастролей в Россию занялась педагогической деятельностью. Живя в Москве, преподавала пение в музыкальной школе имени С. И. Танеева и музыкальном техникуме имени В. В. Стасова. С 1938 по 1948 год работала старшим преподавателем в ГИТИСе, ведя одновременно вокальные занятия в Театре им. Е. Вахтангова.
Умерла в 1956 году в Москве.

### Семья
Жила вместе с сыном, невесткой и внуком в коммунальной квартире дома № 8 по Настасьинскому переулку.
- Сын — Евгений Александрович Майкапар (отчество получил в честь крёстного), инженер-машиностроитель, выпускник МГУ. С мая 1944 года — старший механик Института машиноведения АН СССР, позже эксперт Госкомитета по делам изобретений и открытий. Награждён медалью «За доблестный труд в Великой Отечественной войне»[15][16].

- Внук — Александр Евгеньевич Майкапар (1946—2021), пианист, музыковед, профессор Российской академии музыки имени Гнесиных. Заслуженный артист России.

Брат — Исаак Эммануилович Исакович (1884, Ростов-на-Дону — ?), учился в Московском училище живописи, ваяния и зодчества.

## Полёт на аэроплане
Среди друзей Майкапаров был и пилот Кайдель, который предложил Софии Майкапар испробовать в действии его аэроплан конструкции Фармана. Это был биплан, имевший в длину 12 метров, снабженный небольшим мотором. Полёт состоялся 30 июля 1910 года на аэродроме Йоханнисталь в Берлине. Перед собственным вылетом певице пришлось наблюдать неудачное приземление другого аэроплана, но это её не остановило. София Майкапар стала первой женщиной в России, совершившей полёт на самолёте в качестве пассажира. В начале XX века это явилось сенсацией.

## Награды
- Медаль «За доблестный труд в Великой Отечественной войне» (1946)[18]
- Медаль «За оборону Москвы» (1948)[5]